# Win, Lose or Draw
Win, Lose or Draw ist das 1975 veröffentlichte fünfte Studioalbum der Allman Brothers Band, das bei Capricorn Records erschien.

## Hintergrund
Vor Beginn der Aufnahmen gab es Spekulationen über eine Trennung der Gruppe. Sowohl Gregg Allman als auch Dickey Betts hatten mit The Gregg Allman Tour bzw. Highway Call 1974 ein Album ihres jeweiligen Soloprojektes veröffentlicht. Die Aufnahmen zu Win, Lose or Draw waren geprägt von den Spannungen und personellen Problemen innerhalb der Band. Es ist das letzte Studioalbum der Gruppe vor ihrer ersten Trennung im Jahre 1976 und wurde von Johnny Sandlin und der Band selbst produziert. Im Jahr der Veröffentlichung kam es zu Auftritten im Rahmen der Präsidentschaftskandidatur Jimmy Carters.

## Titelliste
1. Can't Lose What You Never Had (McKinley Morganfield) – 5:49
2. Just Another Love Song (Dickey Betts) – 2:44
3. Nevertheless (Gregg Allman) – 3:32
4. Win, Lose or Draw (Gregg Allman) – 4:45
5. Louisiana Lou and Three Card Monty John (Dickey Betts) – 3:45
6. High Falls (Dickey Betts) – 14:28
7. Sweet Mama (Billy Joe Shaver) – 3:32

## Charterfolge
Das Album erreichte Platz 5 der Billboard 200, die Single Louisiana Lou and Three Card Monty John jedoch nur Platz 78 der Billboard Hot 100. Die RIAA zeichnete Win, Lose or Draw bereits im Oktober 1975 mit Gold aus.

## Rezeption
Das Album erhielt gemischte Kritiken. Bruce Eder schrieb auf Allmusic, dass Win, Lose or Draw eine unerwartet arme Vorstellungen wäre und dass außer  Can't Lose What You Never Had kaum etwas Erstklassiges enthalten wäre. Robert Christgau vergab in seiner Bewertung nur ein C. Hingegen schrieb Tony Glover im Rolling Stone, dass die Gruppe die mit dem ersten Album begonnene Tradition fortsetzen und hier weitere und bessere Lieder ergänzen würde.  Es würde mit jedem Hördurchgang neue Feinheiten zu vernehmen sein und das Zusammenspiel wäre so gut wie immer.